# 选择加密
选择加密（英語：Selective encryption），又称部分加密，通常用于多媒体数据加密。由于多媒体数据量非常大，加密是一个很耗时的操作。为了满足多媒体应用的实时要求，可以利用多媒体数据的特性，仅选择多媒体的部分数据进行加密，但仍然能够对多媒体的内容起保密作用，这种方法称为选择加密。